# Усмонов, Баходур Бахромович
Баходур Бахромович Усмонов (англ. Bakhodur Usmonov; род. 21 декабря 1997, Душанбе, Таджикистан) — таджикский боксёр-любитель и профессионал, выступающий в лёгкой, и в первой полусредней весовых категориях. Член национальной сборной Таджикистана по боксу, участник Олимпийских игр 2020 года, бронзовый призёр чемпионата мира (2023), чемпион Азии (2019), двукратный бронзовый призёр чемпионата Азии (2021, 2022), многократный чемпион Таджикистана, многократный победитель и призёр международных и национальных турниров в любителях.
Финалист командного полупрофессионального турнира «Лига бокса. Интерконтинентальный Кубок» (2022).
Лучшая позиция по рейтингу BoxRec — 63-я (май 2023) и являлся 1-м среди таджикских боксёров лёгкой весовой категории, — входя в ТОП-65 лучших лёгковесов всего мира.

## Биография
Баходур Усмонов родился 21 декабря в 1997 года в городе Душанбе, в Таджикистане.

## Любительская карьера

### 2019 год
В апреле 2019 года стал чемпионом Азии в Бангкоке (Таиланд) в категории до 64 кг, где он в четвертьфинале по очкам победил туркменского боксёра Тогрулбека Паззиева, затем в полуфинале по очкам победил опытного казаха Санатали Тольтаева, и в финале — в конкурентном бою по очкам победил иорданца Обада аль-Касбеха.
В сентябре 2019 года участвовал на чемпионате мира в Екатеринбурге в весе до 63 кг. Где в 1/32 финала по очкам победил украинца Александра Железняка, в 1/16 финала досрочно в 3-м раунде победил турка Тюгрулхана Эрдемира, но в 1/8 финала по очкам проиграл опытному французу Софьян Умиа.

### Олимпийские игры 2020 года
В марте 2020 года, в Аммане (Иордания) на Олимпийском квалификационном турнире от Азии/Океании, сначала он в 1/8 финала соревнований по очкам единогласным решением судей (счёт: 5:0) победил боксёра из Непала Сунила Шахи, но в четвертьфинале по очкам единогласным решением судей (счёт: 0:5) проиграл опытному иорданцу Обаду аль-Касбеху, но в дополнительном турнире среди проигравших четвертьфиналистов он по очкам единогласным решением судей (счёт: 5:0) победил иранца Ашкана Резаи, и в итоге таки он прошёл квалификацию к Олимпиаде 2020 года.
И в июле 2021 года он стал участником Олимпийских игр в Токио, соревнуясь в первом полусреднем весе (до 63 кг), где в 1/16 финала соревнований по очкам решением большинства судей (счёт: 4:1) победил доминиканца Леонеля де лос Сантоса, но в 1/8 финала соревнований по очкам единогласным решением судей (счёт: 0:5) проиграл опытному узбекскому боксёру Эльнуру Абдураимову.
Перед Олимпиадой 2020 года, в мае 2021 года он стал бронзовым призёром чемпионата Азии в Дубае (ОАЭ) в категории до 64 кг, где он в четвертьфинале досрочно в 3-м раунде победил филиппинца Джона Пола Пануаяна, но в полуфинале по очкам проиграл индийскому боксёру Шиву Тхапу.
В конце октября — в начале ноября 2021 года в Белграде (Сербия), участвовал на чемпионате мира в категории до 63,5 кг. Где в 1/16 финала по очкам победил россиянина Илью Шакирова, но в 1/8 финала по очкам проиграл тайцу Вонсуваню Сомчаю.
В ноябре 2022 года стал бронзовым призёром чемпионата Азии в Аммане (Иордания) в категории до 63,5 кг.

## Профессиональная карьера
24 декабря 2020 года в Москве (Россия) дебютировал на профессиональном ринге в лёгком весе (до 61,2 кг), решением большинства судей (счёт: 58-54, 57-55, 56-56) победив ранее небитого россиянина Вильдана Минасова (4-0).
В июне 2022 года в составе команды Сборной Азии стал финалистом коммерческого командного Интерконтинентального Кубка «Лига бокса» прошедшего в Москве, и организованного букмекерской компанией «Лига Ставок» и телеканалом «Первый канал». Кубок прошёл по полупрофессиональным правилам: проходили 4-х раундовые бои по профессиональным правилам, но в мягких любительских боксёрских перчатках. Усмонов участвовал во всех четырёх турнирах этого Кубка выступая в весе до 63 кг, и победил боксёров из команд Африки и Америки, и также дважды решением судей победил опытного боксёра-профессионала Александра Девятова из команды России.
17 августа 2023 года в Екатеринбурге по очкам единогласным решением судей победил опытного россиянина Артёма Пугача (2-3-2). При этом в 5-м раунде Усмонов попал в нокдаун, но довёл бой до победы по очкам.

## Статистика профессиональных боёв
В таблице перечислены результаты всех поединков боксёров.
В каждой строке указан результат поединка. Дополнительно номер поединка обозначен цветом, который обозначает итог поединка. Расшифровка обозначений и цветов представлена в нижеследующей таблице.
| Пример | Расшифровка                     |
| ------ | ------------------------------- |
|        | Победа                          |
|        | Ничья                           |
|        | Поражение                       |
|        | Планируемый поединок            |
|        | Поединок признан несостоявшимся |
| КО     | Нокаут                          |
| ТКО    | Технический нокаут              |
| PTS    | Решение судей (по очкам)        |
| UD     | Единогласное решение судей      |
| MD     | Решение большинства судей       |
| SD     | Раздельное решение судей        |
| RTD    | Отказ от продолжения боя        |
| DQ     | Дисквалификация                 |
| NC     | Поединок признан несостоявшимся |

| 6 поединков, 6 побед (2 нокаутом).                          | 6 поединков, 6 побед (2 нокаутом). | 6 поединков, 6 побед (2 нокаутом). | 6 поединков, 6 побед (2 нокаутом). | 6 поединков, 6 побед (2 нокаутом).                             | 6 поединков, 6 побед (2 нокаутом). | 6 поединков, 6 побед (2 нокаутом).                                                   |
| Бой                                                         | Рекорд                             | Дата боя                           | Соперник                           | Место проведения боя                                           | Раундов, время                     | Дополнительно                                                                        |
| ----------------------------------------------------------- | ---------------------------------- | ---------------------------------- | ---------------------------------- | -------------------------------------------------------------- | ---------------------------------- | ------------------------------------------------------------------------------------ |
| 6                                                           | 6-0                                | 17 августа 2023                    | Артём Пугач (2-3-2)                | КРК «Уралец», Екатеринбург, Свердловская область, Россия       | UD 8 (8)                           | Счёт судей: . В 5-м раунде Усмонов попал в нокдаун.                                  |
| 5                                                           | 5-0                                | 17 июня 2023                       | Тихон Нетесов (10-3)               | Академия бокса RCC, Екатеринбург, Свердловская область, Россия | TKO 4 (8), 2:27                    |                                                                                      |
| Перешёл в первый полусредний вес — 140 фунтов (до 63,5 кг). |                                    |                                    |                                    |                                                                |                                    |                                                                                      |
| 4                                                           | 4-0                                | 28 января 2023                     | Дмитрий Хасиев (12-4-2)            | Академия бокса RCC, Екатеринбург, Свердловская область, Россия | RTD 4 (8), 3:00                    | Счёт судей на момент остановки: 40-35 (трижды). Во 2-м раунде Хасиев упал в нокдаун. |
| 3                                                           | 3-0                                | 6 августа 2022                     | Тигран Узлян (5-0)                 | Академия бокса RCC, Екатеринбург, Свердловская область, Россия | UD 8 (8)                           | Счёт судей: 80-72, 79-73, 77-75.                                                     |
| 2                                                           | 2-0                                | 20 марта 2021                      | Бектас Касенай (4-0)               | ДС «Мегаспорт», Москва, Россия                                 | UD 6 (6)                           | Счёт судей: 60-54, 59-55 (дважды).                                                   |
| 1                                                           | 1-0                                | 24 декабря 2020                    | Вильдан Минасов (4-0)              | УСК «Крылья Советов», Москва, Россия                           | MD 6 (6)                           | Счёт судей: 58-54, 57-55, 56-56. Дебют в профессиональном боксе.                     |
| Бои в лёгком весе — 135 фунтов (до 61,24 кг).               |                                    |                                    |                                    |                                                                |                                    |                                                                                      |
| Бой                                                         | Рекорд                             | Дата боя                           | Соперник                           | Место проведения боя                                           | Раундов, время                     | Дополнительно                                                                        |